# Hacı I. Giray

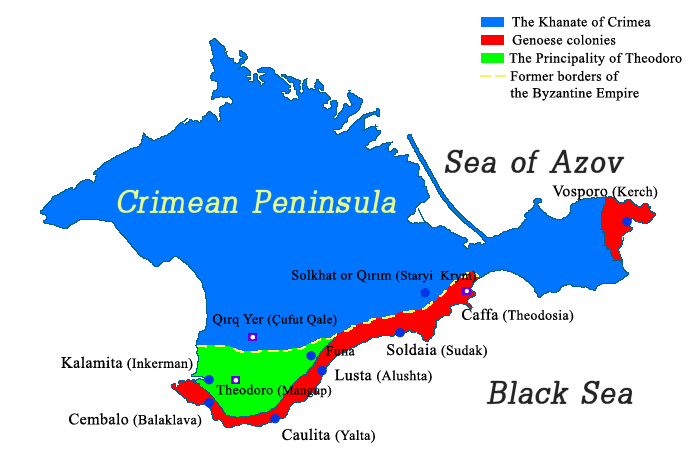
Khanat der Krim im 15. Jahrhundert

Hacı I. Giray († August 1466 in Bachtschyssaraj) war der Begründer des Khanats der Krim. Er gilt als der Ahnherr der Giray-Dynastie, die bis 1783 über die Krim herrschte.

## Herkunft
Hacıs genaue Herkunft ist ungeklärt. Ein russisches Klosterregister z. B. bezeichnet ihn als Sohn des Khans Devlet Berdi (reg. 1424–27) und diesen als Sohn Toktamischs – ein Nachfahre Dschingis Khans und ein Khan der Goldenen Horde. Auch ein krimtatarisches Herrscherdokument von 1529 ordnet Toktamisch unter die Ahnherren der Girays ein und polnische Chroniken bestätigen das. Es gibt aber noch weitere Optionen. So wird von Abu’l Ghazi und Abdul Ghaffar Tash Temür, einer der Anführer Toktamischs ins Spiel gebracht, von dem es einige Münzen aus der Krim (796 n. H.) gibt. Dieser wäre der Großvater  oder der Vater von Hacı Giray und ein entfernter Verwandter Toktamischs gewesen.

## Aufstieg und Politik
Um 1433 zerfiel das Reich der Goldenen Horde, regiert von Ulug Mehmed (reg. 1419–38/45) in mehrere Teilreiche. Bereits 1424 hatte sich der Khan Devlet Berdi (reg. 1424–27) auf der Flucht vor seinen Rivalen auf der Krim festgesetzt und von dort aus die Macht zu usurpieren versucht.
Hacı Giray versuchte es erneut. Sein Aufstieg war zunächst der engen politischen Bindung an Litauen geschuldet, wo er eine Zeitlang gelebt hatte. Bereits 1428 soll er erfolglos versucht haben, sich in der Horde zum Khan zu machen. Um 1442 taucht sein Name im Zusammenhang mit einem blutigen Konflikt um den genuesischen Außenposten Caffa auf, und 1443 soll er von einer tatarischen Gesandtschaft aus dem litauischen Exil geholt und zum Khan der Krim gemacht worden sein.
Von der Goldenen Horde stets bedroht, verbündete er sich mit dem Königreich Polen, dem Großfürstentum Litauen und dem Großfürstentum Moskau gegen diese. Derart außenpolitisch gestärkt, konnte er seinen Einflussbereich zwischen den Flüssen Dnepr und Don erweitern, auch Caffa war ihm seit 1454 tributpflichtig. Er drängte Anfang der 50er Jahre wiederholt einen Khan der Goldenen Horde, Sayid Ahmad I. (reg. 1433–55/60) zurück und konnte dessen Horde im August 1465 (d. h. kurz vor seinem Tod) am Don endgültig besiegen.
1456 wurde er aufgrund einer Palastrevolte von seinem Sohn Hayder gestürzt, doch errang er im selben Jahr die Macht zurück.
Khan Hacı verstarb 1466 und wurde in Bachtschyssaraj begraben. Auf dem Khanthron folgten ihm seine Söhne, vor allem Nur Devlet und Meñli I. Giray nach.